# 弗朗齐歇克·雅库贝茨
弗朗齐歇克·雅库贝茨（捷克語：František Jakubec，1956年4月12日—2016年5月27日），捷克男子足球运动员，司职后卫。他曾代表捷克斯洛伐克国家队参加1982年国际足联世界杯，结果队伍止步小组赛阶段。